# Distrito de Kiskunfélegyháza
El distrito de Kiskunfélegyháza (húngaro: Kiskunfélegyházi járás) es un distrito húngaro perteneciente al condado de Bács-Kiskun.
En 2013 tenía 36 856 habitantes. Su capital es Kiskunfélegyháza.

## Municipios
El distrito tiene una ciudad (en negrita), un pueblo mayor (en cursiva) y 4 pueblos (población a 1 de enero de 2012):
- Bugac (2809)
- Bugacpusztaháza (297)
- Gátér (966)
- Kiskunfélegyháza (29 972) – la capital
- Pálmonostora (1770)
- Petőfiszállás (1478)